# L'Ours ou Tchekhov est-il misogyne
Pour plus de détails, voir Fiche technique et Distribution.
L'Ours ou Tchekhov est-il misogyne est un film français réalisé par Maria Koleva, sorti en salle en 1978.
À l'origine, L'Ours est une pièce de théâtre d'Anton Tchekhov où, apparemment, une jeune veuve se fait attaquer par l'Ours.

## Synopsis
Une jeune femme, veuve depuis sept mois et inconsolable, est confrontée à un débiteur de son mari qui décide de ne pas sortir de chez elle avant d'avoir été payé. Il fait du désordre, boit de la vodka. Il ne veut pas partir, c'est "son dernier mot". Le ton monte. Elle lui reproche de ne pas savoir se conduire avec les femmes et d'être bête et grossier. Il reproche aux femmes leur logique impitoyable, leur âme de crocodile. "En amour tout ce dont une femme est capable, c'est de pleurnicher". Seules les vieilles et les guenons sont fidèles." Elle se souvient des infidélités de son mari mais se dit résolue de porter le deuil jusqu'à sa mort. Il lui reproche de se mettre de la poudre. Ils décident de se battre en duel. "Je vais la descendre pour le principe", dit-il. Il est fasciné par ce feu d'artifice de femme et la trouve étonnante. En lui expliquant le maniement du pistolet, il se laisse prendre à son charme. Il lui dit qu'il tirera en l'air. Elle lui reproche de se dégonfler. Il lui avoue qu'elle lui plaît. "Quelle femme, je suis fou amoureux". Il lui propose ses 8000 roubles de rente tandis qu'elle veut l'amener sur le terrain. Ils s'embrassent.

## Distribution
- Antoine Vitez
- Bertrand Beauvoisin
- Dominique Baladie